# Евмолп
Евмолп (на старогръцки: Εὔμολπος, Eumolpos, „хубаво пеещия“) е легендарен тракийски владетел, син на Посейдон и Хиона, която за да потули прегрешението си от своя баща Борей, хвърлила детето в морето, но Посейдон го спасил и пренесъл в Етиопия, където да бъде отгледано от дъщеря му Бентесикюме (Βενθεσικύμη).
Евмолп се жени за една от дъщерите на царя на Етиопия, но понеже се опитва да изнасили и другата, е принуден да избяга със сина си Исмар (или Имарадос в Библиотеката на Аполодор) при тракийския цар Тегирий в Тракия. Синът му се жени за дъщеря на тракийския цар Тегирий. Тъй като организира заговор и срещу него, Евмолп е принуден да избяга в Елевсина. След смъртта на Исмар владетелят извиква Евмолп, помирява се с него и го прави наследник на царството си. Евмолп взима страната на елевзинците във войната им срещу атиняните, отива на помощ на старите си приятели с голяма войска траки, но е убит в сражението от атинския цар Ерехтей.
Евмолп е един от посветените лично от Деметра в учредените от нея мистерии. Счита се за митичен основател на рода на Евмолпидите, които изпълняват най-важната длъжност в мистериите, тази на хиерофанта (върховния жрец). Днес от учените се възприема, че Евмолп е основател на Елевзинските мистерии.
Някои митове го свързват с легендарния тракийски певец Мусей, като негов баща. Евмолп е и основателят на град Пловдив около 1420 г. пр.н.е.